# Liste der höchsten Berge in Österreich
Diese Liste zeigt der Höhe nach geordnet die höchsten Berge Österreichs sowie die höchsten Berge der österreichischen Bundesländer.
Um von einem eigenständigen Berg zu sprechen, ist für die Alpen ein Mindestmaß von 100 Metern Schartenhöhe erforderlich. Erhebungen und Gipfel in der unmittelbaren Nähe höherer Berge (zum Beispiel: Kleinglockner, Wildspitze Nordgipfel) sind in der Reihung daher nicht berücksichtigt.

## Die höchsten Berge Österreichs
| Rang | Bild | Gipfel              | Höhe (m ü. A.) | Lage                       | Gebirge / Massiv            | Dominanz (km)             | Schartenhöhe (m)           |
| ---- | ---- | ------------------- | -------------- | -------------------------- | --------------------------- | ------------------------- | -------------------------- |
| 1.   |      | Großglockner        | 3798           | Kärnten / Tirol            | Glocknergruppe Hohe Tauern  | 175 Königspitze           | 2424 Brennerpass           |
| 2.   |      | Wildspitze          | 3768           | Tirol                      | Ötztaler Alpen              | 48,5 Ortler               | 2266 Reschenpass           |
| 3.   |      | Weißkugel           | 3738           | Tirol / Südtirol (Italien) | Ötztaler Alpen              | 14,5 Wildspitze           | 567 Langtauferer Joch      |
| 4.   |      | Glocknerwand        | 3721           | Kärnten / Tirol            | Glocknergruppe Hohe Tauern  | 0,79 Großglockner         | 125 Untere Glocknerscharte |
| 5.   |      | Großvenediger       | 3657           | Tirol / Salzburg           | Venedigergruppe Hohe Tauern | 26 Glocknerwand           | 1197 Felber Tauern         |
| 6.   |      | Hinterer Brochkogel | 3624           | Tirol                      | Ötztaler Alpen              | 1,34 Wildspitze           | 160 Mitterkarjoch          |
| 7.   |      | Hintere Schwärze    | 3624           | Tirol / Südtirol (Italien) | Ötztaler Alpen              | 12,9 Wildspitze           | 854 Hochjoch               |
| 8.   |      | Similaun            | 3599           | Tirol / Südtirol (Italien) | Ötztaler Alpen              | 2,8 Hintere Schwärze      | 250 Similaunjoch           |
| 9.   |      | Vorderer Brochkogel | 3565           | Tirol                      | Ötztaler Alpen              | 1,24 Hinterer Brochkogel  | 165 Vernagtjoch            |
| 10.  |      | Großes Wiesbachhorn | 3564           | Salzburg                   | Glocknergruppe Hohe Tauern  | 9,7 Glocknerwand          | 484 Gruberscharte          |
| 11.  |      | Rainerhorn          | 3559           | Tirol                      | Venedigergruppe Hohe Tauern | 1,3 Großvenediger         | 153 Rainertörl             |
| 12.  |      | Großer Ramolkogel   | 3550           | Tirol                      | Ötztaler Alpen              | 7,6 Ötztaler Urkund       | 370 Fanátjoch              |
| 13.  |      | Hochvernagtspitze   | 3539           | Tirol                      | Ötztaler Alpen              | 4,1 Hinterer Brochkogel   | 298 Taschachjoch           |
| 14.  |      | Schalfkogel         | 3537           | Tirol                      | Ötztaler Alpen              | 4,4 Hintere Schwärze      | 338 Fanatjoch              |
| 15.  |      | Watzespitze         | 3533           | Tirol                      | Ötztaler Alpen              | 12,1 Hochvernagtspitze    | 483 Ölgruben Joch          |
| 16.  |      | Langtauferer Spitze | 3529           | Tirol / Südtirol (Italien) | Ötztaler Alpen              | 1,4 Weißkugel             | 172 Weißkugeljoch          |
| 17.  |      | Mutmalspitze        | 3522           | Tirol                      | Ötztaler Alpen              | 1,23 Hintere Schwärze     | 132 Hintere-Schwärzen-Joch |
| 18.  |      | Fineilspitze        | 3514           | Tirol / Südtirol (Italien) | Ötztaler Alpen              | 4,1 Similaun              | 505 Niederjoch             |
| 19.  |      | Hochfeiler          | 3510           | Tirol / Südtirol (Italien) | Zillertaler Alpen           | 49,3 Großvenediger        | 981 Hörndljoch             |
| 20.  |      | Zuckerhütl          | 3507           | Tirol                      | Stubaier Alpen              | 19,5 Mittlerer Ramolkogel | 1033 Timmelsjoch           |

## Die höchsten Berge der Gebirgsgruppen
Die Gebirge entsprechen den vorgegebenen Gebirgsgruppen in Österreich nach der AVE (→ Siehe Grafik).
Neben den in der Liste angeführten 51 Alpen-Gebirgsgruppen nach AVE befinden sich 6 weitere Alpen-Gebirgsgruppen nach AVE ebenfalls (teilweise) auf Österreichischem Staatsgebiet. Die höchsten Berge dieser 6 Gebirgsgruppen befinden sich jedoch außerhalb Österreichs. 
Es handelt sich dabei um folgende 6 Gebirgsgruppen: 
Rieserfernergruppe (Hochgall, Italien), Silvretta (Piz Linard, Schweiz), Sesvennagruppe (Piz Sesvenna, Schweiz), Samnaungruppe (Muttler, Schweiz), Steiner Alpen (Grintovec, Slowenien), Bayrische Voralpen (Krottenkopf, Deutschland).
Da diese 6 Berge nicht auf österreichischem Staatsgebiet liegen, werden sie in der Liste nicht angeführt. 
| Rang | Bild | Gipfel                  | Höhe (m ü. A.) | Lage                                        | Gebirge                                       | Dominanz (km)               | Schartenhöhe (m)                 |
| ---- | ---- | ----------------------- | -------------- | ------------------------------------------- | --------------------------------------------- | --------------------------- | -------------------------------- |
| 1.   |      | Großglockner            | 3798           | Kärnten / Tirol                             | Glocknergruppe Hohe Tauern                    | 175 Königspitze             | 2424 Brennerpass                 |
| 2.   |      | Wildspitze              | 3768           | Tirol                                       | Ötztaler Alpen                                | 48,5 Ortler                 | 2266 Reschenpass                 |
| 3.   |      | Großvenediger           | 3657           | Tirol / Salzburg                            | Venedigergruppe Hohe Tauern                   | 26,6 Großglockner           | 1197 Felber Tauern               |
| 4.   |      | Hochfeiler              | 3510           | Tirol / Südtirol (Italien)                  | Zillertaler Alpen                             | 49,3 Großvenediger          | 981 Hörndljoch                   |
| 5.   |      | Zuckerhütl              | 3507           | Tirol                                       | Stubaier Alpen                                | 19,5 Mittl. Ramolkogel      | 1033 Timmelsjoch                 |
| 6.   |      | Hochalmspitze           | 3360           | Kärnten                                     | Ankogelgruppe Hohe Tauern                     | 45,6 Großes Wiesbachhorn    | 946 Mallnitzer Tauern            |
| 7.   |      | Petzeck                 | 3283           | Kärnten                                     | Schobergruppe Hohe Tauern                     | 14,9 Hohenwartkopf          | 799 Peischlachtörl               |
| 8.   |      | Hocharn                 | 3254           | Kärnten / Salzburg                          | Goldberggruppe Hohe Tauern                    | 13,9 Sinwelleck             | 678 Hochtor                      |
| 9.   |      | Großer Muntanitz        | 3232           | Tirol                                       | Granatspitzgruppe Hohe Tauern                 | 5,5 Eiskögele               | 717 Kalser Tauern                |
| 10.  |      | Hoher Riffler           | 3168           | Tirol                                       | Verwallgruppe                                 | 23,8 Stammerspitze          | 1326 bei Zeinisjoch              |
| 11.  |      | Parseierspitze          | 3036           | Tirol                                       | Lechtaler Alpen                               | 10,3 Hoher Riffler          | 1243 Arlbergpass                 |
| 12.  |      | Hoher Dachstein         | 2995           | Oberösterreich / Steiermark                 | Dachsteingebirge                              | 47,7 Großer Hafner          | 2136 Eben im Pongau              |
| 13.  |      | Schesaplana             | 2965           | Vorarlberg / Graubünden (Schweiz)           | Rätikon                                       | 30,25 Ringelspitz           | 826 Schweizertor                 |
| 14.  |      | Weiße Spitze            | 2962           | Tirol                                       | Villgratner Berge Hohe Tauern                 | 10,5 Seespitze              | 919 Staller Sattel               |
| 15.  |      | Zugspitze               | 2962           | Tirol / Bayern (Deutschland)                | Wettersteingebirge und Mieminger Kette        | 24,6 Acherkogel             | 1746 Fernpass                    |
| 16.  |      | Hochkönig               | 2941           | Salzburg                                    | Berchtesgadener Alpen                         | 34 Hoher Tenn               | 2181 bei Zell am See             |
| 17.  |      | Lizumer Reckner         | 2884           | Tirol                                       | Tuxer Alpen                                   | 7,7 Kleiner Kaserer         | 548 Tuxer Joch                   |
| 18.  |      | Hochgolling             | 2863           | Steiermark / Salzburg                       | Schladminger Tauern Niedere Tauern            | 24,0 Koppenkarstein         | 1124 Radstädter Tauernpass       |
| 19.  |      | Mölltaler Polinik       | 2784           | Kärnten                                     | Kreuzeckgruppe Hohe Tauern                    | 10,4 Böseck                 | 1579 Iselsberg                   |
| 20.  |      | Hohe Warte              | 2780           | Kärnten / Friaul-Julisch Venetien (Italien) | Karnischer Hauptkamm                          | 33,7 Schleinitz             | 1144 Kreuzbergpass               |
| 21.  |      | Große Sandspitze        | 2770           | Tirol                                       | Gailtaler Alpen                               | 15,0 Schleinitz             | 1245 Kartitscher Sattel          |
| 22.  |      | Untere Wildgrubenspitze | 2753           | Vorarlberg                                  | Lechquellengebirge                            | 6,6 Valluga                 | 980 Flexenpass                   |
| 23.  |      | Birkkarspitze           | 2749           | Tirol                                       | Karwendel                                     | 27,0 Rosenjoch              | 1569 Seefelder Sattel            |
| 24.  |      | Weißeck                 | 2711           | Salzburg                                    | Radstädter Tauern Niedere Tauern              | 7,4 Kölnbreinspitze         | 451 Murtörl                      |
| 25.  |      | Großer Krottenkopf      | 2656           | Tirol                                       | Allgäuer Alpen                                | 10,7 Holzgauer Wetterspitze | 980 bei Hochtannbergpass         |
| 26.  |      | Birnhorn                | 2634           | Salzburg                                    | Loferer und Leoganger Steinberge              | 15,5 Schönfeldspitze        | 1665 bei Pass Grießen            |
| 27.  |      | Kreuzjoch               | 2558           | Tirol                                       | Kitzbühler Alpen                              | 8,8 Brandberger Kolm        | 1051 Gerlospass                  |
| 28.  |      | Großer Priel            | 2515           | Oberösterreich                              | Totes Gebirge                                 | 41,0 Gjaidstein             | 1711 Hinterberger Tal            |
| 29.  |      | Rettlkirchspitze        | 2475           | Steiermark                                  | Rottenmanner und Wölzer Tauern Niedere Tauern | 7,9 Schöderkogel            | 687 Sölkpass                     |
| 30.  |      | Eisenhut                | 2441           | Steiermark                                  | Nockberge                                     | 29,5 Preber                 | 800 Katschberg                   |
| 31.  |      | Raucheck                | 2430           | Salzburg                                    | Tennengebirge                                 | 11,3 Schoberköpfe           | 1463 St. Martin am Tennengebirge |
| 32.  |      | Geierhaupt              | 2417           | Steiermark                                  | Seckauer Tauern Niedere Tauern                | 18,9 Großer Bösenstein      | 1172 nordwestlich von Seiser     |
| 33.  |      | Zirbitzkogel            | 2396           | Steiermark                                  | Lavanttaler Alpen                             | 33,2 Seckauer Zinken        | 1502 Neumarkter Sattel           |
| 34.  |      | Hochtor                 | 2369           | Steiermark                                  | Ennstaler Alpen                               | 20,8 Geierhaupt             | 1520 Schoberpass                 |
| 35.  |      | Ellmauer Halt           | 2344           | Tirol                                       | Kaisergebirge                                 | 23,1 Rothörndl              | 1551 Ellmauer Sattel             |
| 36.  |      | Daniel                  | 2340           | Tirol                                       | Ammergauer Alpen                              | 6,7 Schneefernerkopf        | 1233 Lähn                        |
| 37.  |      | Hochiss                 | 2299           | Tirol                                       | Rofangebirge und Brandenberger Alpen          | 12,5 Schaufelspitze         | 1359 Achental                    |
| 38.  |      | Hochschwab              | 2277           | Steiermark                                  | Hochschwabgruppe                              | 38,8 Hochtor                | 1051 Präbichl                    |
| 39.  |      | Hochstuhl               | 2237           | Kärnten / Slowenien                         | Karawanken und Bachergebirge                  | 22,1 Rjavina                | 1022 Seebergsattel               |
| 40.  |      | Glatthorn               | 2133           | Vorarlberg                                  | Bregenzerwaldgebirge                          | 6,2 Zitterklapfen           | 647 Faschinajoch                 |
| 41.  |      | Hundstein               | 2117           | Salzburg                                    | Salzburger Schieferalpen                      | 10,6 Achenkopf              | 827 Filzensattel                 |
| 42.  |      | Schneeberg              | 2076           | Niederösterreich                            | Rax-Schneeberg-Gruppe                         | 49,3 Ringkamp               | 1348 Kalte Kuchl                 |
| 43.  |      | Gamsfeld                | 2027           | Salzburg                                    | Salzkammergut-Berge                           | 11,1 Großer Donnerkogel     | 1070 Pass Gschütt                |
| 44.  |      | Hohe Veitsch            | 1981           | Steiermark                                  | Mürzsteger Alpen                              | 12,7 Krautgartenkogel       | 728 Steirischer Seeberg          |
| 45.  |      | Hoher Nock              | 1963           | Oberösterreich                              | Oberösterreichische Voralpen                  | 14,1 Warscheneck            | 999 Hengstpass                   |
| 46.  |      | Sonntagshorn            | 1961           | Salzburg / Bayern (Deutschland)             | Chiemgauer Alpen                              | 8,8 Großer Weitschartenkopf | 1182 Waidring                    |
| 47.  |      | Hochstadl               | 1919           | Steiermark                                  | Ybbstaler Alpen                               | 4,5 Riegerin                | 1072 nordwestliches Mariazell    |
| 48.  |      | Stuhleck                | 1782           | Steiermark                                  | Randgebirge östlich der Mur                   | 14,9 Heukuppe               | 798 Semmering                    |
| 49.  |      | Großer Sulzberg         | 1400           | Niederösterreich                            | Türnitzer Alpen                               | 7,8 Göller                  | 457 östliche Pfarralm            |
| 50.  |      | Reisalpe                | 1399           | Niederösterreich                            | Gutensteiner Alpen                            | 15,7 Obersberg              | 638 bei Andersbach               |
| 51.  |      | Schöpfl                 | 893            | Niederösterreich                            | Wienerwald                                    | 9,9 Hocheck                 | 312 bei Gerichtsberg             |

## Die höchsten Berge der Bundesländer

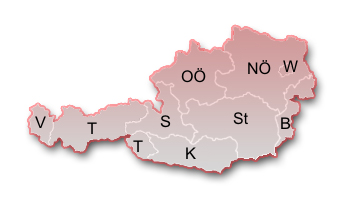
Die österreichischen Bundesländer: B Burgenland, K Kärnten, NÖ Niederösterreich, OÖ Oberösterreich, S Salzburg, St Steiermark, T Tirol, V Vorarlberg, W Wien

| Rang | Bild | Gipfel           | Höhe (m ü. A.) | Lage                              | Gebirge / Massiv            | Dominanz (km)            | Schartenhöhe (m)        | Bundesland                  |
| ---- | ---- | ---------------- | -------------- | --------------------------------- | --------------------------- | ------------------------ | ----------------------- | --------------------------- |
| 1.   |      | Großglockner     | 3798           | Kärnten / Tirol                   | Glocknergruppe Hohe Tauern  | 175 Königspitze          | 2424 Brennerpass        | Kärnten / Tirol             |
| 2.   |      | Großvenediger    | 3657           | Tirol / Salzburg                  | Venedigergruppe Hohe Tauern | 26,6 Großglockner        | 1197 Felber Tauern      | Salzburg                    |
| 3.   |      | Piz Buin         | 3312           | Vorarlberg / Graubünden (Schweiz) | Silvretta                   | 6,1 Piz Linard           | 544 Futschölpass        | Vorarlberg                  |
| 4.   |      | Hoher Dachstein  | 2995           | Oberösterreich / Steiermark       | Dachsteingebirge            | 47,7 Großer Hafner       | 2136 Eben im Pongau     | Oberösterreich / Steiermark |
| 5.   |      | Schneeberg       | 2076           | Niederösterreich                  | Rax-Schneeberg-Gruppe       | 49,3 Ringkamp            | 1348 Kalte Kuchl        | Niederösterreich            |
| 6.   |      | Geschriebenstein | 884            | Burgenland / Ungarn               | Günser Gebirge              | 22,2 Hutwisch            | 414 südöstl. Holzschlag | Burgenland                  |
| 7.   |      | Hermannskogel    | 544            | Wien                              | Wienerwald                  | 17,7 Hinterer Föhrenberg | 172 Schützengraben      | Wien                        |